# Tour de France 2013 – 8. etap
8. etap kolarskiego wyścigu Tour de France 2013 odbył się 6 lipca. Start etapu miał miejsce w miejscowości Castres, zaś meta w Ax 3 Domaines. Etap liczył 195 kilometrów.
Zwycięzcą etapu został Chris Froome. Drugie miejsce zajął Richie Porte, a trzecie Alejandro Valverde.

## Premie
| Rodzaj | Rodzaj           | Miejscowość / Miejsce      | Kilometry (od startu) | Kilometry (do mety) |
| ------ | ---------------- | -------------------------- | --------------------- | ------------------- |
|        | Górska (IV kat.) | Côte de Saint-Ferréol      | 26,5                  | 168,5               |
|        | Lotna            | Quillan                    | 119,5                 | 75,5                |
|        | Górska (HC)      | Col de Pailhères (2 001 m) | 166,0                 | 29,0                |
|        | Górska (I kat.)  | Ax 3 Domaines              | 193,5                 | 1,5                 |

### Wyniki na premiach
| Górska – Côte de Saint-Ferréol | Górska – Côte de Saint-Ferréol | Górska – Côte de Saint-Ferréol | Górska – Côte de Saint-Ferréol | Górska – Côte de Saint-Ferréol |
| Msc.                           | Zawodnik                       | Zespół                         | Punkty                         |                                |
| ------------------------------ | ------------------------------ | ------------------------------ | ------------------------------ | ------------------------------ |
| 1.                             | Rudy Molard                    | COF                            | 1                              |                                |

| Lotna – Quillan | Lotna – Quillan              | Lotna – Quillan | Lotna – Quillan | Lotna – Quillan |
| Msc.            | Zawodnik                     | Zespół          | Punkty          |                 |
| --------------- | ---------------------------- | --------------- | --------------- | --------------- |
| 1.              | Johnny Hoogerland            | VCD             | 20              |                 |
| 2.              | Jean-Marc Marino             | SOJ             | 17              |                 |
| 3.              | Rudy Molard                  | COF             | 15              |                 |
| 4.              | Christophe Riblon            | A2R             | 13              |                 |
| 5.              | André Greipel                | LTB             | 11              |                 |
| 6.              | Peter Sagan                  | CAN             | 10              |                 |
| 7.              | Mark Cavendish               | OPQ             | 9               |                 |
| 8.              | Danny van Poppel             | VCD             | 8               |                 |
| 9.              | Juan Antonio Flecha Giannoni | VCD             | 7               |                 |
| 10.             | Sylvain Chavanel             | OPQ             | 6               |                 |
| 11.             | Thomas De Gendt              | VCD             | 5               |                 |
| 12.             | Lieuwe Westra                | VCD             | 4               |                 |
| 13.             | Fabio Sabatini               | CAN             | 3               |                 |
| 14.             | Kris Boeckmans               | VCD             | 2               |                 |
| 15.             | Maciej Bodnar                | CAN             | 1               |                 |

| Górska – Col de Pailhères (2 001 m) | Górska – Col de Pailhères (2 001 m) | Górska – Col de Pailhères (2 001 m) | Górska – Col de Pailhères (2 001 m) | Górska – Col de Pailhères (2 001 m) |
| Msc.                                | Zawodnik                            | Zespół                              | Punkty                              |                                     |
| ----------------------------------- | ----------------------------------- | ----------------------------------- | ----------------------------------- | ----------------------------------- |
| 1.                                  | Nairo Quintana                      | MOV                                 | 25                                  |                                     |
| 2.                                  | Pierre Rolland                      | EUC                                 | 20                                  |                                     |
| 3.                                  | Mikel Nieve Iturralde               | EUS                                 | 16                                  |                                     |
| 4.                                  | Peter Kennaugh                      | SKY                                 | 14                                  |                                     |
| 5.                                  | Richie Porte                        | SKY                                 | 12                                  |                                     |
| 6.                                  | Chris Froome                        | SKY                                 | 10                                  |                                     |
| 7.                                  | Alejandro Valverde                  | MOV                                 | 8                                   |                                     |
| 8.                                  | Rui Alberto Faria da Costa          | MOV                                 | 6                                   |                                     |
| 9.                                  | Michael Rogers                      | TST                                 | 4                                   |                                     |
| 10.                                 | Laurens ten Dam                     | BEL                                 | 2                                   |                                     |

| Górska – Ax 3 Domaines | Górska – Ax 3 Domaines | Górska – Ax 3 Domaines | Górska – Ax 3 Domaines | Górska – Ax 3 Domaines |
| Msc.                   | Zawodnik               | Zespół                 | Punkty                 |                        |
| ---------------------- | ---------------------- | ---------------------- | ---------------------- | ---------------------- |
| 1.                     | Chris Froome           | SKY                    | 20                     |                        |
| 2.                     | Richie Porte           | SKY                    | 16                     |                        |
| 3.                     | Alejandro Valverde     | MOV                    | 12                     |                        |
| 4.                     | Bauke Mollema          | BEL                    | 8                      |                        |
| 5.                     | Laurens ten Dam        | BEL                    | 4                      |                        |
| 6.                     | Mikel Nieve Iturralde  | EUS                    | 2                      |                        |

## Wyniki etapu
| Msc. | Zawodnik                   | Państwo           | Zespół                  | Czas       | Punkty |
| ---- | -------------------------- | ----------------- | ----------------------- | ---------- | ------ |
| 1.   | Chris Froome               | Wielka Brytania   | Sky Procycling          | 5h 03' 18” | 20     |
| 2.   | Richie Porte               | Australia         | Sky Procycling          | + 51"      | 17     |
| 3.   | Alejandro Valverde         | Hiszpania         | Movistar Team           | + 1' 08”   | 15     |
| 4.   | Bauke Mollema              | Holandia          | Belkin Pro Cycling      | + 1' 10"   | 13     |
| 5.   | Laurens ten Dam            | Holandia          | Belkin Pro Cycling      | + 1' 16”   | 11     |
| 6.   | Mikel Nieve Iturralde      | Hiszpania         | Euskaltel-Euskadi       | + 1' 34"   | 10     |
| 7.   | Roman Kreuziger            | Czechy            | Team Saxo-Tinkoff       | + 1' 45”   | 9      |
| 8.   | Alberto Contador           | Hiszpania         | Team Saxo-Tinkoff       | + 1' 45”   | 8      |
| 9.   | Nairo Quintana             | Kolumbia          | Movistar Team           | + 1' 45”   | 7      |
| 10.  | Igor Antón                 | Hiszpania         | Euskaltel-Euskadi       | + 1' 45”   | 6      |
| 11.  | Joaquim Rodríguez Oliver   | Hiszpania         | Katusha Team            | + 2' 06”   | 5      |
| 12.  | Rui Alberto Faria da Costa | Portugalia        | Movistar Team           | + 2' 28”   | 4      |
| 13.  | Jean-Christophe Péraud     | Francja           | Ag2r-La Mondiale        | + 2' 28”   | 3      |
| 14.  | Romain Bardet              | Francja           | Ag2r-La Mondiale        | + 2' 34"   | 2      |
| 15.  | Daniel Martin              | Irlandia          | Garmin-Sharp            | + 2' 34"   | 1      |
| 16.  | Andrew Talansky            | Stany Zjednoczone | Garmin-Sharp            | + 2' 34"   | —      |
| 17.  | Jakob Fuglsang             | Dania             | Astana Pro Team         | + 2' 34"   | —      |
| 18.  | Michael Rogers             | Australia         | Team Saxo-Tinkoff       | + 2' 34"   | —      |
| 19.  | Haimar Zubeldia            | Hiszpania         | RadioShack-Leopard      | + 3' 04"   | —      |
| 20.  | Michał Kwiatkowski         | Polska            | Omega Pharma-Quick Step | + 3' 27"   | —      |
| 21.  | Andy Schleck               | Luksemburg        | RadioShack-Leopard      | + 3' 34"   | —      |
| 22.  | Pierre Rolland             | Francja           | Team Europcar           | + 3' 47"   | —      |
| 23.  | Nicolas Roche              | Irlandia          | Team Saxo-Tinkoff       | + 4' 04"   | —      |
| 24.  | John Gadret                | Francja           | Ag2r-La Mondiale        | + 4' 08"   | —      |
| 25.  | Daniel Moreno Fernandez    | Hiszpania         | Katusha Team            | + 4' 11"   | —      |
| 26.  | Cadel Evans                | Australia         | BMC Racing Team         | + 4' 13"   | —      |
| 27.  | José Rodolfo Serpa Pérez   | Kolumbia          | Lampre-Merida           | + 4' 54"   | —      |
| 28.  | Andreas Klöden             | Niemcy            | RadioShack-Leopard      | + 5' 00"   | —      |
| 29.  | Jesús Hernández Blázquez   | Hiszpania         | Team Saxo-Tinkoff       | + 5' 00"   | —      |
| 30.  | Thibaut Pinot              | Francja           | FDJ.fr                  | + 6' 00"   | —      |

## Klasyfikacje po etapie

### Klasyfikacja generalna
| Msc. | Zawodnik                   | Państwo           | Zespół                  | Czas        |
| ---- | -------------------------- | ----------------- | ----------------------- | ----------- |
|      | Chris Froome               | Wielka Brytania   | Sky Procycling          | 32h 15' 55" |
| 2.   | Richie Porte               | Australia         | Sky Procycling          | + 51"       |
| 3.   | Alejandro Valverde         | Hiszpania         | Movistar Team           | + 1' 25"    |
| 4.   | Bauke Mollema              | Holandia          | Belkin Pro Cycling      | + 1' 44"    |
| 5.   | Laurens ten Dam            | Holandia          | Belkin Pro Cycling      | + 1' 50"    |
| 6.   | Roman Kreuziger            | Czechy            | Team Saxo-Tinkoff       | + 1' 51"    |
| 7.   | Alberto Contador           | Hiszpania         | Team Saxo-Tinkoff       | + 1' 51"    |
| 8.   | Nairo Quintana             | Kolumbia          | Movistar Team           | + 2' 02"    |
| 9.   | Joaquim Rodríguez Oliver   | Hiszpania         | Katusha Team            | + 2' 31"    |
| 10.  | Michael Rogers             | Australia         | Team Saxo-Tinkoff       | + 2' 40"    |
| 11.  | Rui Alberto Faria da Costa | Portugalia        | Movistar Team           | + 2' 45"    |
| 12.  | Andrew Talansky            | Stany Zjednoczone | Garmin-Sharp            | + 2' 48"    |
| 13.  | Daniel Martin              | Irlandia          | Garmin-Sharp            | + 2' 48"    |
| 14.  | Mikel Nieve Iturralde      | Hiszpania         | Euskaltel-Euskadi       | + 2' 55"    |
| 15.  | Igor Antón                 | Hiszpania         | Euskaltel-Euskadi       | + 3' 06"    |
| 16.  | Michał Kwiatkowski         | Polska            | Omega Pharma-Quick Step | + 3' 25"    |
| 17.  | Jakob Fuglsang             | Dania             | Astana Pro Team         | + 3' 27"    |
| 18.  | Jean-Christophe Péraud     | Francja           | Ag2r-La Mondiale        | + 3' 29"    |
| 19.  | Haimar Zubeldia            | Hiszpania         | RadioShack-Leopard      | + 3' 30"    |
| 20.  | Romain Bardet              | Francja           | Ag2r-La Mondiale        | + 3' 35"    |

### Klasyfikacja punktowa
| Msc. | Zawodnik                     | Państwo           | Zespół                  | Punkty |
| ---- | ---------------------------- | ----------------- | ----------------------- | ------ |
|      | Peter Sagan                  | Słowacja          | Cannondale              | 234    |
| 2.   | André Greipel                | Niemcy            | Lotto-Belisol           | 141    |
| 3.   | Mark Cavendish               | Wielka Brytania   | Omega Pharma-Quick Step | 128    |
| 4.   | Alexander Kristoff           | Norwegia          | Katusha Team            | 111    |
| 5.   | Edvald Boasson Hagen         | Norwegia          | Sky Procycling          | 88     |
| 6.   | Marcel Kittel                | Niemcy            | Team Argos-Shimano      | 87     |
| 7.   | Juan Antonio Flecha Giannoni | Hiszpania         | Vacansoleil-DCM         | 76     |
| 8.   | Michał Kwiatkowski           | Polska            | Omega Pharma-Quick Step | 75     |
| 9.   | Danny van Poppel             | Holandia          | Vacansoleil-DCM         | 73     |
| 10.  | José Joaquín Rojas Gil       | Hiszpania         | Movistar Team           | 66     |
| 11.  | Daryl Impey                  | Południowa Afryka | Orica GreenEDGE         | 51     |
| 12.  | Juan José Lobato             | Hiszpania         | Euskaltel-Euskadi       | 51     |
| 13.  | Simon Gerrans                | Australia         | Orica GreenEDGE         | 47     |
| 14.  | Francesco Gavazzi            | Włochy            | Astana Pro Team         | 46     |
| 15.  | John Degenkolb               | Niemcy            | Team Argos-Shimano      | 43     |

### Klasyfikacja górska
| Msc. | Zawodnik                   | Państwo         | Zespół             | Punkty |
| ---- | -------------------------- | --------------- | ------------------ | ------ |
|      | Chris Froome               | Wielka Brytania | Sky Procycling     | 31     |
| 2.   | Pierre Rolland             | Francja         | Team Europcar      | 31     |
| 3.   | Richie Porte               | Australia       | Sky Procycling     | 28     |
| 4.   | Nairo Quintana             | Kolumbia        | Movistar Team      | 25     |
| 5.   | Mikel Nieve Iturralde      | Hiszpania       | Euskaltel-Euskadi  | 21     |
| 6.   | Alejandro Valverde         | Hiszpania       | Movistar Team      | 20     |
| 7.   | Peter Kennaugh             | Wielka Brytania | Sky Procycling     | 14     |
| 8.   | Blel Kadri                 | Francja         | Ag2r-La Mondiale   | 12     |
| 9.   | Bauke Mollema              | Holandia        | Belkin Pro Cycling | 8      |
| 10.  | Laurens ten Dam            | Holandia        | Belkin Pro Cycling | 6      |
| 11.  | Rui Alberto Faria da Costa | Portugalia      | Movistar Team      | 6      |
| 12.  | Simon Clarke               | Australia       | Orica GreenEDGE    | 5      |
| 13.  | Thomas De Gendt            | Belgia          | Vacansoleil-DCM    | 4      |
| 14.  | Michael Rogers             | Australia       | Team Saxo-Tinkoff  | 4      |
| 15.  | Jens Voigt                 | Niemcy          | RadioShack-Leopard | 4      |

### Klasyfikacja młodzieżowa
| Msc. | Zawodnik               | Państwo           | Zespół                     | Czas        |
| ---- | ---------------------- | ----------------- | -------------------------- | ----------- |
|      | Nairo Quintana         | Kolumbia          | Movistar Team              | 32h 17' 57" |
| 2.   | Andrew Talansky        | Stany Zjednoczone | Garmin-Sharp               | + 46"       |
| 3.   | Michał Kwiatkowski     | Polska            | Omega Pharma-Quick Step    | + 1' 23"    |
| 4.   | Romain Bardet          | Francja           | Ag2r-La Mondiale           | + 1' 33"    |
| 5.   | Thibaut Pinot          | Francja           | FDJ.fr                     | + 4' 37"    |
| 6.   | Tejay van Garderen     | Stany Zjednoczone | BMC Racing Team            | + 10' 36"   |
| 7.   | Alexis Vuillermoz      | Francja           | Sojasun                    | + 13' 46"   |
| 8.   | Tony Gallopin          | Francja           | RadioShack-Leopard         | + 21' 13"   |
| 9.   | Alexandre Geniez       | Francja           | FDJ.fr                     | + 23' 01"   |
| 10.  | Peter Kennaugh         | Wielka Brytania   | Sky Procycling             | + 24' 59"   |
| 11.  | Arthur Vichot          | Francja           | FDJ.fr                     | + 26' 29"   |
| 12.  | Peter Sagan            | Słowacja          | Cannondale                 | + 27' 36"   |
| 13.  | Tom Dumoulin           | Holandia          | Team Argos-Shimano         | + 31' 19"   |
| 14.  | Rudy Molard            | Francja           | Cofidis, Solutions Crédits | + 37' 59"   |
| 15.  | Jon Izaguirre Insausti | Hiszpania         | Euskaltel-Euskadi          | + 39' 27"   |

### Klasyfikacja drużynowa
| Msc. | Zespół             | Państwo           | Czas        |
| ---- | ------------------ | ----------------- | ----------- |
|      | Movistar Team      | Hiszpania         | 96h 01' 20" |
| 2.   | Team Saxo-Tinkoff  | Dania             | + 37"       |
| 3.   | Ag2r-La Mondiale   | Francja           | + 4' 33"    |
| 4.   | Belkin Pro Cycling | Holandia          | + 5' 17"    |
| 5.   | Sky Procycling     | Wielka Brytania   | + 6' 22"    |
| 6.   | RadioShack-Leopard | Luksemburg        | + 6' 30"    |
| 7.   | Euskaltel-Euskadi  | Hiszpania         | + 7' 34"    |
| 8.   | Garmin-Sharp       | Stany Zjednoczone | + 8' 04"    |
| 9.   | Katusha Team       | Rosja             | + 9' 19"    |
| 10.  | FDJ.fr             | Francja           | + 19' 09"   |